# Evy Leibfarth
Evy Leibfarth, née le 26 janvier 2004 à Bryson City, est une kayakiste américaine, spécialiste aussi bien du kayak slalom que du canoë slalom.

## Carrière
Née à Bryson City en Caroline du Nord, fille de Lee Leibfarth entraîneur de l'équipe de canoë-kayak américaine. Elle fait ses études au Davidson College.
À 15 ans, elle devient la plus jeune kayakiste à remporter une étape — celle de Tacen en Slovénie — de la Coupe du monde en 2019. La même année, elle participe aux Jeux panaméricains de 2019 à Lima où elle termine 1re en kayak slalom (K1) et 2e en kayak cross. Quelques semaines plus tard, elle remporte le bronze en K1 et l'or en kayak slalom aux Championnats du monde juniors puis termine à la 4e en canoë slalom (C1) aux Championnats du monde.
En 2021, elle fait partie des premières compétitrices en C1 aux Jeux de 2020, année où la discipline est inscrite au programme olympique. Elle en est également la plus jeune compétitrice.
Leibfarth est sélectionnée dans toutes les épreuves de canoë et kayak slalom aux Jeux olympiques d'été de 2024. En kayak slalom, elle est éliminée en demi-finale avec un temps de 1 min 9 s 54, après une pénalité de 2 s pour avoir touché la porte 19. Trois jours plus tard, elle est médaillée de bronze en canoë slalom avec un temps de 109.95 après avoir eu une pénalité pour avoir touché la porte 14.

### Vie privée
Evy Leibfarth s'identifie comme bisexuelle.